# クロフネ (電子雑誌)
クロフネは、日本の漫画雑誌。リブレ（旧リブレ出版）が配信している。

## 歴史
ビブロスの刊行していた季刊『マガジンZERO』（2006年廃刊）をリブレ出版が季刊『クロフネZERO』（2008年創刊 - 2012年休刊）として継承したのが前身。それを2012年10月10日にリニューアルしWEBコミックとして『クロフネZERO』と『クロフネ百』との2誌に分かれて掲載していたが、2016年11月24日に統合し『クロフネ』として新装刊された。姉妹雑誌にpixivと共同で『くろふねピクシブ』も同時創刊した。いずれのWEBコミックもレベニューシェアを取り入れているpixivコミック上での配信。
2019年5月23日よりLINEマンガでも『クロフネ×LINEマンガ』として作品を配信。『クロフネ』連載作品はLINEマンガが先行配信となり、単行本レーベルも「クロフネコミックス クロフネ×LINEマンガシリーズ」に変更されている。

## 掲載作品一覧
- お酒と推しが生きがいです（tapon）
- おとなりコンプレックス（野々村朔）
- JANE（橘瑞樹+櫻林子）
- tactics 新説（木下さくら、東山和子）
- デキないふたり（里村）
- 獏の花嫁（街こまち）
- フォロワーの中に推しがいます（ななお）
- リタイア女子の初恋リベンジ（梶ヶ谷ミチル）

### LINEマンガ限定作品
- お寺生まれの木伏家（akka）
- 武士ちゃんとメンヘラくん（豆村ケイタロウ）

## 連載終了
- 紙袋くんは恋してる（甘海老りこ）
- 広告会社、男子寮のおかずくん（オトクニ）
- サムライせんせい（黒江S介）
- 自己肯定感ゼロ女がヤバ恋脱出した話（千葉朝日）
- 根暗SE男子がお見合い100回して結婚した話（天城れの）
- 巻くんはモテるけど恋がヘタ（深澤ねじ）
- 魔女の胃（KARAS押形）
- 路地裏ブラザーズ（石江八）

### LINEマンガ限定作品
- 女子活アンソロジー（相葉キョウコ、楢島さち、日野晶、とがめ、滝沢リネン）
- FAKE MOTION -卓球の王将- エビ高卓球部活動日誌（原案：汐留ヱビス商店街「FAKE MOTION –卓球の王将-」、ストーリー構成：おでんがんも、漫画：九重ヤエ）

### Pixivコミック時代の作品
- 奥さまはドードー鳥（メノタ）
- 怨霊✡りたーんず（みよしあやと）
- 恋するお嬢様はパパと呼びたくない（木下さくら）
- 今日から桐嶋兄妹（前嶋カヨエ）
- GO!卓球ゴー!（楢崎がすぽん）
- サメーズ -サメとアザラシ-（アリムラモハ）
- シスターミニッツ（光田さの）
- ジャポニズム47（青色イリコ）
- 先生のおとりよせ（漫画・挿絵：中村明日美子、小説：榎田ユウリ）
- ゾンビがしたいっ!（松山恵）
- 毒取つかまつる!（静子）
- トリフル（BIRDSTORY）
- トルソの僕ら（墨佳遼）
- バトル・リコレク（東山和子）
- マッシュルームとルームシェア〜はらぺこ姉妹の台所〜（イシヤマアズサ）
- 光国さまがゆく!（漫画：ホームラン・拳、原作：津山冬）
- ミホとユーコ（蛇龍どくろ）
- メスパパ（へぶん）
- やわらか武士★もも太（サトニシ）
- 恋愛コンテンツ終了のおしらせ（蘭子）
- 露出狂（漫画：博士、原作：中屋敷法仁）

## くろふねピクシブ

### 連載中
- 煌めく恋は異世界で（甘海老りこ）
- 五十、六十、よろこんで。（ワイエム系）
- じじいの恋（黒江S介）
- 先生は俺のモノ♡(笑)（あらをか青い）
- 園宮さんの婿事情（岡畑まこ）
- たぬ恋。（裏ロジ）

### 連載終了
- 愛を語るなら密やかに（おむ・ザ・ライス）
- おじいちゃんしなない（まどろみ太郎）
- オネエさんと女子高生（芝生かや）
- おまカプ お前らがカップル（まどろみ太郎）
- 彼氏のことが好きすぎて今日も全力で生きる!!!（原案：めろり、漫画：深澤ねじ）
- きつねくんと先生（園田ゆり）
- コワモテ高校生と地味子さん（九重ヤエ）
- シャープさんとタニタくん@（仁茂田あい）
- 14歳の女社長、ニートを拾う（sonno）
- 主役じゃない方の僕ら（のくら）
- ねこにんげん（ぱらり）
- 妖怪な花くんは観察されている。（すずり街）
- 雷神とリーマン（RENA）
- ワケあり物件にワケあり。（おむ・ザ・ライス）

## 映像化
| 作品                         | 放送年 | 制作                     | 備考     |
| ---------------------------- | ------ | ------------------------ | -------- |
| サムライせんせい             | 2015年 | テレビ朝日、MMJ          | 映画あり |
| 広告会社、男子寮のおかずくん | 2019年 | ビデオプランニング       | 映画あり |
| デキないふたり               | 2022年 | ザフール（協力）         |          |
| 先生のおとりよせ             | 2022年 | ジャンゴフィルム（協力） |          |

本誌に移籍前の前作を含めれば「tactics」はテレビアニメ化された。